# Stazioni del servizio ferroviario suburbano di Milano
Questo è l'elenco delle stazioni del servizio ferroviario suburbano di Milano, esso comprende tutte le stazioni e le fermate che, al 2022, risultano attive o previste e che sono servite in esclusiva o meno dai servizi ferroviari denominati linee S gestite da Trenord. La maggior parte di esse si trova nella Lombardia occidentale.

## Stazioni e fermate attive
La tabella indica il nome di ogni impianto, i servizi da cui è servito, la città in cui si trova la stazione, la data della prima apertura, la tipologia e gli eventuali interscambi.
Legenda
|  | Stazioni che interscambiano con le linee metropolitane e/o con le linee regionali.                                                |
|  | Stazioni che interscambiano con le linee metropolitane e/o con le linee regionali e con le linee della Rete Ferroviaria Italiana. |

| Stazione                      | Linea | Città                    | Data attivazione | Tipologia                 | Interscambi | Note                    |
| ----------------------------- | ----- | ------------------------ | ---------------- | ------------------------- | ----------- | ----------------------- |
| Airuno                        |       | Airuno                   | 2009             | in superficie             |             |                         |
| Albairate-Vermezzo            |       | Albairate                | 2011             | in superficie             |             |                         |
| Albizzate-Solbiate Arno       |       | Albizzate                | 2004             | in superficie             |             |                         |
| Arcore                        |       | Arcore                   | 2009             | in superficie             |             |                         |
| Besana                        |       | Besana in Brianza        | 2014             | in superficie             |             |                         |
| Biassono-Lesmo Parco          |       | Biassono                 | 2014             | in superficie             |             |                         |
| Bollate Centro                |       | Bollate                  | 2004             | in superficie             |             |                         |
| Bollate Nord                  |       | Bollate                  | 2004             | in superficie             |             |                         |
| Borgolombardo                 |       | San Donato Milanese      | 2009             | in superficie             |             |                         |
| Bovisio Masciago-Mombello     |       | Bovisio Masciago         | 2004             | in superficie             |             |                         |
| Busto Arsizio                 |       | Busto Arsizio            | 2004             | in superficie             |             |                         |
| Buttafava                     |       | Arcore                   | 2014             | in superficie             |             |                         |
| Calolziocorte-Olginate        |       | Calolziocorte            | 2009             | in superficie             |             |                         |
| Camnago-Lentate               |       | Lentate sul Seveso       | 2006             | in superficie             |             |                         |
| Canegrate                     |       | Canegrate                | 2004             | in superficie             |             |                         |
| Cantù-Cermenate               |       | Cantù                    | 2008             | in superficie             |             |                         |
| Carate-Calò                   |       | Carate Brianza           | 2014             | in superficie             |             |                         |
| Carimate                      |       | Carimate                 | 2008             | in superficie             |             |                         |
| Carnate-Usmate                |       | Carnate                  | 2009             | in superficie             |             |                         |
| Caronno Pertusella            |       | Caronno Pertusella       | 2004             | in superficie             |             |                         |
| Cassago-Nibionno-Bulciago     |       | Cassago Brianza          | 2014             | in superficie             |             |                         |
| Cassano d'Adda                |       | Cassano d'Adda           | 2009             | in superficie             |             |                         |
| Castronno                     |       | Castronno                | 2004             | in superficie             |             |                         |
| Cavaria-Oggiona-Jerago        |       | Cavaria con Premezzo     | 2004             | in superficie             |             |                         |
| Ceriano Laghetto-Solaro       |       | Ceriano Laghetto         | 2012             | in superficie             |             |                         |
| Cernusco-Merate               |       | Cernusco Lombardone      | 2009             | in superficie             |             |                         |
| Certosa di Pavia              |       | Certosa di Pavia         | 2011             | in superficie             |             |                         |
| Cesano Boscone                |       | Cesano Boscone           | 2011             | in superficie             |             |                         |
| Cesano Maderno                |       | Cesano Maderno           | 2011             | in superficie             |             |                         |
| Cesate                        |       | Cesate                   | 2004             | in superficie             |             |                         |
| Chiasso                       |       | Chiasso                  | 2008             | in superficie             |             | stazione internazionale |
| Civate                        |       | Civate                   | 2014             | in superficie             |             |                         |
| Como Camerlata                |       | Como                     | 2021             | in superficie             |             |                         |
| Como San Giovanni             |       | Como                     | 2008             | in superficie             |             |                         |
| Corbetta-Santo Stefano Ticino |       | Santo Stefano Ticino     | 2004             | in superficie             |             |                         |
| Cormano-Cusano Milanino       |       | Cormano Cusano Milanino  | 2015             | in superficie             |             |                         |
| Corsico                       |       | Corsico                  | 2011             | in superficie             |             |                         |
| Costa Masnaga                 |       | Costa Masnaga            | 2014             | in superficie             |             |                         |
| Cucciago                      |       | Cucciago                 | 2008             | in superficie             |             |                         |
| Desio                         |       | Desio                    | 2004             | in superficie             |             |                         |
| Gaggiano                      |       | Gaggiano                 | 2011             | in superficie             |             |                         |
| Gallarate                     |       | Gallarate                | 2004             | in superficie             |             |                         |
| Garbagnate Milanese           |       | Garbagnate Milanese      | 2004             | in superficie             |             |                         |
| Garbagnate Parco delle Groane |       | Garbagnate Milanese      | 2004             | in superficie             |             |                         |
| Gazzada-Schianno-Morazzone    |       | Gazzada Schianno         | 2004             | in superficie             |             |                         |
| Lecco                         |       | Lecco                    | 2009             | in superficie             |             |                         |
| Lecco Maggianico              |       | Lecco                    | 2009             | in superficie             |             |                         |
| Legnano                       |       | Legnano                  | 2004             | in superficie             |             |                         |
| Lissone-Muggiò                |       | Lissone                  | 2004             | in superficie             |             |                         |
| Locate Triulzi                |       | Locate di Triulzi        | 2011             | in superficie             |             |                         |
| Lodi                          |       | Lodi                     | 2009             | in superficie             |             |                         |
| Macherio-Canonica             |       | Macherio                 | 2014             | in superficie             |             |                         |
| Magenta                       |       | Magenta                  | 2004             | in superficie             |             |                         |
| Meda                          |       | Meda                     | 2004             | in superficie             |             |                         |
| Melegnano                     |       | Melegnano                | 2009             | in superficie             |             |                         |
| Melzo                         |       | Melzo                    | 2009             | in superficie             |             |                         |
| Milano Affori                 |       | Milano                   | 2011             | in superficie             |             |                         |
| Milano Bovisa-Politecnico     |       | Milano                   | 2004             | in superficie             |             |                         |
| Milano Bruzzano Parco Nord    |       | Milano                   | 2014             | in superficie             |             |                         |
| Milano Cadorna                |       | Milano                   | 2004             | in superficie             |             |                         |
| Milano Certosa                |       | Milano                   | 2004             | in superficie             |             |                         |
| Milano Dateo                  |       | Milano                   | 2004             | sotterranea               |             |                         |
| Milano Domodossola            |       | Milano                   | 2004             | sotterranea               |             |                         |
| Milano Forlanini              |       | Milano                   | 2015             | in superficie             |             |                         |
| Milano Greco Pirelli          |       | Milano                   | 2004             | in superficie             |             |                         |
| Milano Lambrate               |       | Milano                   | 2004             | in superficie             |             |                         |
| Milano Lancetti               |       | Milano                   | 2004             | sotterranea               |             |                         |
| Milano Porta Garibaldi        |       | Milano                   | 2004             | in superficie sotterranea |             |                         |
| Milano Porta Romana           |       | Milano                   | 2004             | in superficie             |             |                         |
| Milano Porta Vittoria         |       | Milano                   | 2004             | sotterranea               |             |                         |
| Milano Porta Venezia          |       | Milano                   | 2004             | sotterranea               |             |                         |
| Milano Quarto Oggiaro         |       | Milano                   | 2004             | in superficie             |             |                         |
| Milano Repubblica             |       | Milano                   | 2004             | sotterranea               |             |                         |
| Milano Rogoredo               |       | Milano                   | 2008             | in superficie             |             |                         |
| Milano Romolo                 |       | Milano                   | 2006             | in superficie             |             |                         |
| Milano Tibaldi                |       | Milano                   | 2022             | in superficie             |             |                         |
| Milano San Cristoforo         |       | Milano                   | 2004             | in superficie             |             |                         |
| Milano Villapizzone           |       | Milano                   | 2004             | in superficie             |             |                         |
| Molteno                       |       | Molteno                  | 2014             | in superficie             |             |                         |
| Monza                         |       | Monza                    | 2004             | in superficie             |             |                         |
| Monza Sobborghi               |       | Monza                    | 2014             | in superficie             |             |                         |
| Novara                        |       | Novara                   | 2004             | in superficie             |             |                         |
| Novate Milanese               |       | Novate Milanese          | 2004             | in superficie             |             |                         |
| Oggiono                       |       | Oggiono                  | 2014             | in superficie             |             |                         |
| Olgiate-Calco-Brivio          |       | Olgiate Molgora          | 2009             | in superficie             |             |                         |
| Osnago                        |       | Osnago                   | 2009             | in superficie             |             |                         |
| Paderno Dugnano               |       | Paderno Dugnano          | 2004             | in superficie             |             |                         |
| Palazzolo Milanese            |       | Paderno Dugnano          | 2004             | in superficie             |             |                         |
| Parabiago                     |       | Parabiago                | 2004             | in superficie             |             |                         |
| Pavia                         |       | Pavia                    | 2011             | in superficie             |             |                         |
| Pieve Emanuele                |       | Pieve Emanuele           | 2013             | in superficie             |             |                         |
| Pioltello-Limito              |       | Pioltello                | 2004             | in superficie             |             |                         |
| Pozzuolo Martesana            |       | Pozzuolo Martesana       | 2009             | in superficie             |             |                         |
| Pregnana Milanese             |       | Pregnana Milanese        | 2009             | in superficie             |             |                         |
| Renate-Veduggio               |       | Renate                   | 2014             | in superficie             |             |                         |
| Rho                           |       | Rho                      | 2004             | in superficie             |             |                         |
| Rho Fiera                     |       | Rho                      | 2009             | in superficie             |             |                         |
| Sala al Barro-Galbiate        |       | Galbiate                 | 2014             | in superficie             |             |                         |
| San Donato Milanese           |       | San Donato Milanese      | 2009             | in superficie             |             |                         |
| San Giuliano Milanese         |       | San Giuliano Milanese    | 2009             | in superficie             |             |                         |
| San Zenone al Lambro          |       | San Zenone al Lambro     | 2009             | in superficie             |             |                         |
| Saronno                       |       | Saronno                  | 2004             | in superficie             |             |                         |
| Saronno Sud                   |       | Saronno                  | 2004             | in superficie sotterranea |             |                         |
| Segrate                       |       | Segrate                  | 2004             | in superficie             |             |                         |
| Seregno                       |       | Seregno                  | 2004             | in superficie             |             |                         |
| Sesto San Giovanni            |       | Sesto San Giovanni       | 2004             | in superficie             |             |                         |
| Seveso                        |       | Seveso                   | 2004             | in superficie             |             |                         |
| Seveso-Baruccana              |       | Seveso                   | 2012             | in superficie             |             |                         |
| Tavazzano                     |       | Tavazzano con Villavesco | 2009             | in superficie             |             |                         |
| Trecate                       |       | Trecate                  | 2004             | in superficie             |             |                         |
| Trecella                      |       | Pozzuolo Martesana       | 2009             | in superficie             |             |                         |
| Treviglio                     |       | Treviglio                | 2009             | in superficie             |             |                         |
| Trezzano sul Naviglio         |       | Trezzano sul Naviglio    | 2011             | in superficie             |             |                         |
| Triuggio-Ponte Albiate        |       | Triuggio                 | 2014             | in superficie             |             |                         |
| Valmadrera                    |       | Valmadrera               | 2014             | in superficie             |             |                         |
| Vanzago-Pogliano              |       | Vanzago                  | 2004             | in superficie             |             |                         |
| Varedo                        |       | Varedo                   | 2004             | in superficie             |             |                         |
| Varese                        |       | Varese                   | 2004             | in superficie             |             |                         |
| Vignate                       |       | Vignate                  | 2009             | in superficie             |             |                         |
| Villamaggiore                 |       | Lacchiarella             | 2011             | in superficie             |             |                         |
| Villasanta Parco              |       | Villasanta               | 2014             | in superficie             |             |                         |
| Villa Raverio                 |       | Besana in Brianza        | 2014             | in superficie             |             |                         |
| Vittuone-Arluno               |       | Vittuone                 | 2004             | in superficie             |             |                         |

## Stazioni in progetto
La tabella indica il nome di ogni stazione, la o le linee su cui sarà ubicata, la città in cui si troverà la stazione, la data di inizio lavori e la probabile fine, la tipologia e gli eventuali interscambi.
Legenda
|  | Stazioni che interscambieranno con le linee metropolitane e/o con le linee regionali.                                                |
|  | Stazioni che interscambieranno con le linee metropolitane e/o con le linee regionali e con le linee della Rete Ferroviaria Italiana. |

| Stazione            | Linea | Città                 | Tipologia     | Interscambi | Note |
| ------------------- | ----- | --------------------- | ------------- | ----------- | ---- |
| Barlassina          |       | Barlassina            | in superficie |             |      |
| Garbagnate Ovest    | S17   | Garbagnate Milanese   | in superficie |             |      |
| Lainate             | S17   | Lainate               | in superficie |             |      |
| Milano Merlata-MIND |       | Milano                | in superficie |             |      |
| Monza Est Parco     |       | Monza                 | in superficie |             |      |
| Monza Ovest         |       | Monza                 | in superficie |             |      |
| Nerviano            |       | Nerviano              | in superficie |             |      |
| Poasco              |       | San Donato Milanese   | in superficie |             |      |
| San Giuliano Zivido |       | San Giuliano Milanese | in superficie |             |      |